# Kolumna Trójcy Przenajświętszej w Trnawie

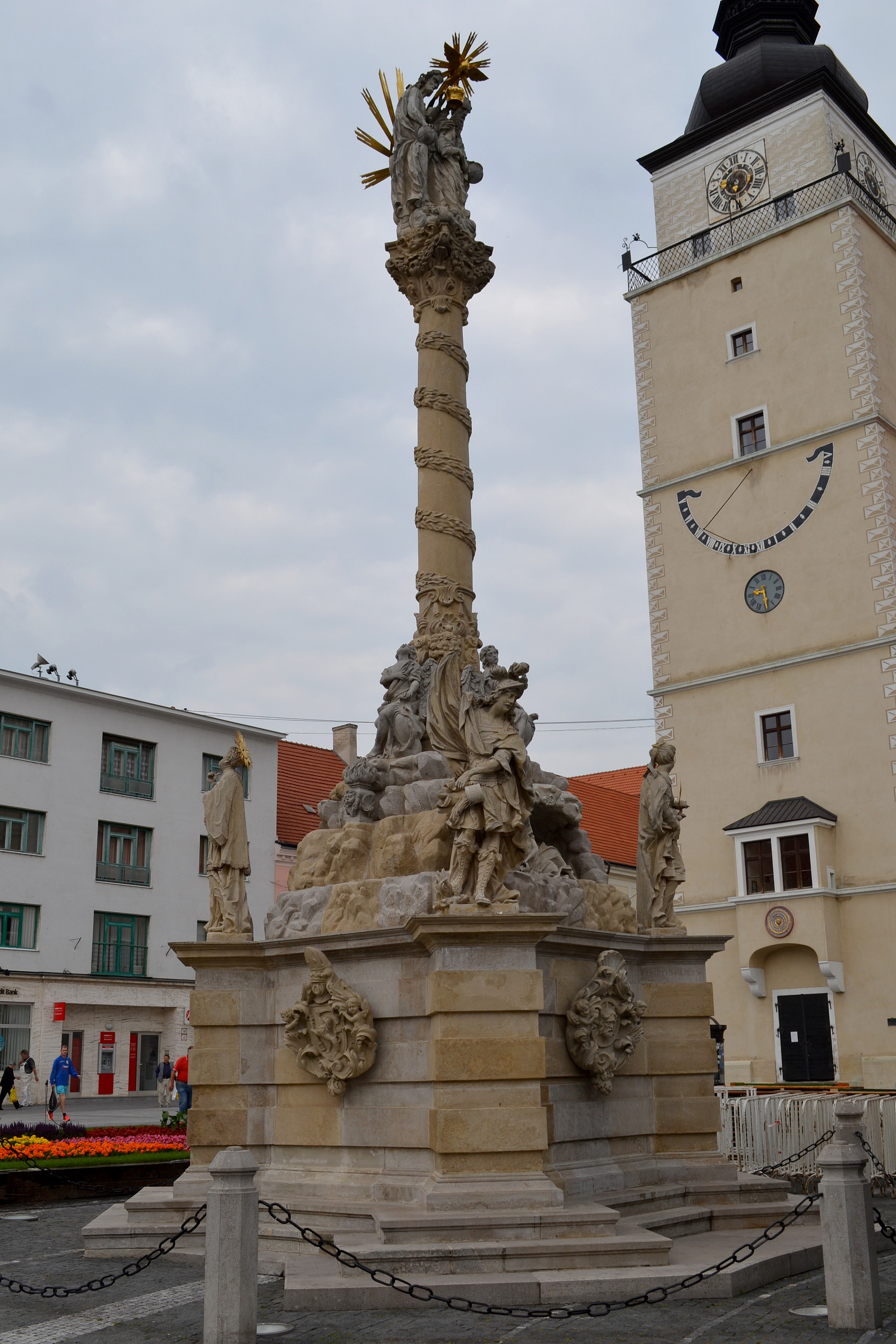
Kolumna Trójcy Przenajświętszej w Trnawie

Kolumna Trójcy Przenajświętszej w Trnawie (słow. Súsošie Najsvätejšej Trojice, też: Trojičný stĺp, potocznie: Trojička) – barokowa, kamienna kolumna zwieńczona przedstawieniem św. Trójcy w Trnawie na Słowacji. Najstarsza i najpiękniejsza kompozycja rzeźbiarska w mieście.

## Położenie
Kolumna znajduje się na Placu św. Trójcy (słow. Trojičné námestie), centralnym placu (rynku) starego miasta w Trnawie, który od niej wziął swoją nazwę. Stoi w pd.-zach. części placu, naprzeciwko gmachu teatru Jána Palárika.

## Historia
Kolumna została wykonana i ustawiona na głównym placu miasta w podzięce za ochronę jego mieszkańców przed epidemią morową w 1695 r. Nieznacznie przebudowana w roku 1725 dotrwała szczęśliwie do roku 1949, kiedy to decyzją komunistycznych władz została zdemontowana i zmagazynowana w częściach w różnych miejscach. Przez cztery dziesięciolecia nieobecna w panoramie miasta tak mocno, że nie była nawet wymieniana w przewodnikach, funkcjonowała jednak w pamięci obywateli Trnawy. Po przemianach ustrojowych na skutek żądań mieszkańców została poddana w l. 1992-93 gruntownej konserwacji i w 1993 r. ustawiona w dawnym miejscu.

## Architektura
Założenie bazy ma rzut zbliżony do równoramiennego krzyża. Składają się na nią podstawa z trzech niskich płyt, widocznych w formie trzech stopni oraz wysoki, poziomo profilowany cokół. Na bazie spoczywa największa kompozycja rzeźbiarska, z której wyrasta walcowy, wysoki na 4 m trzon opleciony wicią roślinną. Zakończony on jest ozdobnym kapitelem, na którym posadowiona jest druga kompozycja rzeźbiarska – Najświętsza Trójca (postacie Boga Ojca i Syna Bożego oraz Duch Święty pod postacią pozłacanej gołębicy) koronująca Matkę Boską.
Główna kompozycja rzeźbiarska zawiera m.in. otwartą grotę, w której leży św. Rozalia, patronka chorych na mór. Nad grobem cztery anioły (współczesne kopie). Na czterech narożnikach cokołu stojące postacie św. Floriana i św. Agaty (chroniących przed ogniem) oraz św. Antoniego Padewskiego i św. Franciszka Ksawerego.
Na czterech bokach cokołu kartusze herbowe z herbami Trnawy, Królestwa Węgier, arcybiskupa ostrzyhomskiego Györgya Széchényiego oraz przedstawieniem Niepokalanej Marii Panny (Immaculaty).
Od 1990 r. objęta ochroną jako Narodowy zabytek kultury (słow. Národná kultúrna pamiatka).